# Luigi Serafini (cardinal)
Pour les articles homonymes, voir Serafini.
Ne doit pas être confondu avec Luigi Serafini.
Luigi Serafini (né le 6 juin 1808 à Magliano Sabina, dans l'actuelle province de Rieti, dans le Latium, alors dans les États pontificaux et mort le 1er février 1894 à Rome) est un cardinal italien du XIXe siècle. Il est un neveu du cardinal Giovanni Serafini.

## Biographie
Luigi Serafini exerce diverses fonctions au sein de la Curie romaine, notamment comme auditeur à la Rote romaine. 
Il est nommé évêque de Viterbo e Toscanella en 1870. Le pape Pie IX le crée cardinal lors du consistoire du 12 mars 1877. 
Le cardinal Serafini renonce à l'administration de son diocèse en 1880 et devient préfet de Tribunal suprême de la Signature apostolique en 1884 et préfet de la Congrégation du Concile de Trente (1885-1893). Il est aussi camerlingue du Sacré Collège en 1887-1888 et secrétaire des lettres apostoliques à partir de 1893.
Luigi Serafini participe au conclave de 1878, lors duquel Léon XIII est élu.

## Succession apostolique
Luigi Serafini a ordonné les évêques suivants :
- Évêque Benedetto Mariani (1881)
- Cardinal Beniamino Cavicchioni (1884)
- Archevêque Paolo De Sanctis (de) (1888)